# 喻德渊
喻德渊（1904年—1971年），江西萍乡人，中华人民共和国政治人物。
担任长春地质学院副院长、代院长、院长。1954年，当选第一届全国人民代表大会代表。